# Chris Burden
Chris Burden (Boston, 11 de abril de 1946 - Los Ángeles, 10 de mayo de 2015) fue un artista estadounidense conocido por sus performances.

## Biografía
Chris Burden estudió artes visuales, física y arquitectura en la Universidad de Pomona (Universidad de California), en Irvine, de 1969 a 1971. Para su tesis de 1971 presentó la obra Five Day Locker Piece, una performance en la que se encerró durante cinco días en su taquilla, lo que provocó una gran polémica entre el personal docente. 
En 1978 llegó a ser él mismo profesor en la Universidad de California (Los Ángeles), una posición de la que dimitió en 2005 debido a una controversia con la universidad sobre la obra de un estudiante graduado —que recreaba una del propio Burden— en que se habría puesto en peligro a muchos miembros del profesorado incluido el propio Burden (alguno de ellos presentes en el evento). La performance utilizaba pretendidamente una pistola cargada, pero las autoridades no fueron capaces de probar esto.
La reputación de Burden como artista comenzó a crecer a principios de los años 70 después de que hiciera una serie de controvertidas performances en las que la idea del peligro personal como expresión artística fue central. Su obra más conocida de esa época fue quizás Shoot («Disparo») —realizada en 1971 en el F Space de Santa Ana (California)— en que una ayudante le disparó en su brazo izquierdo a una distancia de unos cinco metros. Otras performances de los años 70 fueron Five Day Locker Piece (1971), Deadman (1972), B.C. Mexico (1973), Fire Roll (1973), TV Hijack (1978) y Honest Labor (1979), obras en las que Burden se ha crucificado sobre un Volkswagen, gateado sobre vidrios rotos o se ha metido en un saco bajo un coche en medio de la calle
A partir de 1975 hizo pocas performances y comenzó un período en el que creó instalaciones y objetos que se oponen a la ciencia y la política. En 1975 creó el B-Car, un vehículo ligero completamente operativo que él describió como capaz de “viajar a 100 millas por hora y recorrer 100 millas por galón”. Otros trabajos de ese período fueron: DIECIMILA (1977), un facsímil de un billete de 10 000 liras, posiblemente el primer trabajo de impresión artística en que con papel moneda se imprime por ambos lados del papel; "The Speed of Light Machine" (1983) («La máquina de la velocidad de la luz»), en que reconstruyó un experimento científico con que “ver” la velocidad de la luz; y la instalación C.B.T.V. (1977), una reconstrucción de la primera televisión. 
En 2005, lanzó un yate no tripulado, de autonavegación, que atracó en Newcastle el 28 de julio después de 330 millas tras un viaje de 5 días desde Shetland. El proyecto costó 150 000 libras y fue financiado con una beca significativa del Consejo de las Artes Británico (Arts Council of Great Britain), siendo diseñado y construido con la ayuda del Departamento de Ingeniería Naval de la Universidad de Southampton. La nave es controlada por una computadora de a bordo y un sistema GPS; no obstante, en caso de urgencia la nave podía ser socorrida por un barco acompañante de ayuda. 
Chris Burden estaba casado con la artista multimedia Nancy Rubins.

## Muerte
Murió el 10 de mayo de 2015 en su casa de Topanga Canyon, 18 meses después de que le fuera diagnosticado un melanoma.